# Ľubomíra Kurhajcová
Ľubomíra Kurhajcová (née le 11 octobre 1983 à Bratislava) est une joueuse de tennis slovaque, professionnelle depuis 2002.
Elle n'a remporté aucun tournoi WTA, sinon atteint trois finales (une en simple à Pattaya et deux en double dames).

## Palmarès

### Titre en simple dames
Aucun

### Finale en simple dames
| No | Date       | Nom et lieu du tournoi      | Catégorie | Dotation  | Surface    | Vainqueure       | Score    |          |
| -- | ---------- | --------------------------- | --------- | --------- | ---------- | ---------------- | -------- | -------- |
| 1  | 03/11/2003 | Volvo Women’s Open, Pattaya | Tier V    | 110 000 $ | Dur (ext.) | Henrieta Nagyová | 6-4, 6-2 | Parcours |

### Titre en double dames
Aucun

### Finales en double dames
| No | Date       | Nom et lieu du tournoi                 | Catégorie | Dotation  | Surface      | Vainqueures                      | Partenaire       | Score     |          |
| -- | ---------- | -------------------------------------- | --------- | --------- | ------------ | -------------------------------- | ---------------- | --------- | -------- |
| 1  | 19/07/2004 | Internazionali Femminili Palerme       | Tier V    | 110 000 $ | Terre (ext.) | Anabel Medina Arantxa Sánchez    | Henrieta Nagyová | 6-3, 7-64 | Parcours |
| 2  | 14/02/2005 | Copa Colsanitas Seguros Bolivar Bogota | Tier III  | 170 000 $ | Terre (ext.) | Emmanuelle Gagliardi Tina Pisnik | Barbora Strýcová | 6-4, 6-3  | Parcours |

## Parcours en Grand Chelem

### En simple dames
| Année | Open d'Australie | Open d'Australie   | Internationaux de France | Internationaux de France | Wimbledon       | Wimbledon         | US Open         | US Open           |
| ----- | ---------------- | ------------------ | ------------------------ | ------------------------ | --------------- | ----------------- | --------------- | ----------------- |
| 2003  | 1er tour (1/64)  | Monica Seles       | -                        | -                        | -               | -                 | 1er tour (1/64) | Vera Zvonareva    |
| 2004  | 1er tour (1/64)  | Dinara Safina      | 1er tour (1/64)          | Lisa Raymond             | 1er tour (1/64) | Anastasia Myskina | 1er tour (1/64) | Lindsay Davenport |
| 2005  | 1er tour (1/64)  | Evgenia Linetskaya | -                        | -                        | -               | -                 | -               | -                 |

À droite du résultat, l’ultime adversaire.

### En double dames
| Année | Open d'Australie            | Open d'Australie     | Internationaux de France   | Internationaux de France | Wimbledon                  | Wimbledon             | US Open                    | US Open                      |
| ----- | --------------------------- | -------------------- | -------------------------- | ------------------------ | -------------------------- | --------------------- | -------------------------- | ---------------------------- |
| 2004  | -                           | -                    | 1er tour (1/32) L. Průšová | Navrátilová Lisa Raymond | 1er tour (1/32) L. Průšová | T. Garbin Tina Križan | 1er tour (1/32) H. Nagyová | E. Gagliardi A.-L. Grönefeld |
| 2005  | 2e tour (1/16) D. Chládková | Li Ting Sun Tiantian | -                          | -                        | -                          | -                     | -                          | -                            |

Sous le résultat, la partenaire ; à droite, l’ultime équipe adverse.

## Parcours aux Jeux olympiques

### En simple dames
| # | Date       | Nom de l'olympiade           | Surface    | Résultat        | Ultime adversaire | Score         |          |
| - | ---------- | ---------------------------- | ---------- | --------------- | ----------------- | ------------- | -------- |
| 1 | 15/08/2004 | Olympic Tennis Event Athènes | Dur (ext.) | 1er tour (1/32) | Lisa Raymond      | 6-4, 4-6, 6-3 | Parcours |

### En double dames
| # | Date       | Nom de l'olympiade           | Surface    | Résultat        | Partenaire    | Ultimes adversaires               | Score    |          |
| - | ---------- | ---------------------------- | ---------- | --------------- | ------------- | --------------------------------- | -------- | -------- |
| 1 | 15/08/2004 | Olympic Tennis Event Athènes | Dur (ext.) | 1er tour (1/16) | Martina Suchá | Silvia Farina Francesca Schiavone | 6-2, 6-4 | Parcours |

## Parcours en Fed Cup
| #                                                                    | Date       | Lieu         | Surface      | Gagnante(s)                    | Perdante(s)                           | Score         |          |
|                                                                      |            |              |              |                                |                                       |               |          |
| 2003 - 1er tour (groupe mondial) - Allemagne - Slovaquie - 2 : 3     |            |              |              |                                |                                       |               |          |
| 1                                                                    | 26/04/2003 | Ettenheim    | Terre (ext.) | Martina Müller Barbara Rittner | Eva Fislová Ľubomíra Kurhajcová       | 7-5, 7-64     | Parcours |
|                                                                      |            |              |              |                                |                                       |               |          |
| 2003 - 1/4 de finale (groupe mondial) - Belgique - Slovaquie - 5 : 0 |            |              |              |                                |                                       |               |          |
| 2                                                                    | 19/07/2003 | Charleroi    | Dur (int.)   | Kim Clijsters                  | Ľubomíra Kurhajcová                   | 6-3, 6-1      | Parcours |
| 2                                                                    | 19/07/2003 | Charleroi    | Dur (int.)   | Els Callens Caroline Maes      | Jarmila Gajdošová Ľubomíra Kurhajcová | 6-4, 7-5      | Parcours |
|                                                                      |            |              |              |                                |                                       |               |          |
| 2004 - Barrage (groupe mondial I) - Slovaquie - Biélorussie - 4 : 0  |            |              |              |                                |                                       |               |          |
| 3                                                                    | 10/07/2004 | Bratislava   | Terre (ext.) | Ľubomíra Kurhajcová            | Tatsiana Uvarova                      | 6-2, 6-1      | Parcours |
| 3                                                                    | 10/07/2004 | Bratislava   | Terre (ext.) | Ľubomíra Kurhajcová            | Tatiana Poutchek                      | 6-0, 6-1      | Parcours |
| 3                                                                    | 10/07/2004 | Bratislava   | Terre (ext.) | Darya Kustova Tatiana Poutchek | Ľubomíra Kurhajcová Martina Suchá     | Non joué      | Parcours |
|                                                                      |            |              |              |                                |                                       |               |          |
| 2005 - 1er tour (groupe mondial II) - Suisse - Slovaquie - 3 : 2     |            |              |              |                                |                                       |               |          |
| 4                                                                    | 23/04/2005 | Neuchâtel    | Dur (int.)   | Ľubomíra Kurhajcová            | Myriam Casanova                       | 6-0, 6-0      | Parcours |
| 4                                                                    | 23/04/2005 | Neuchâtel    | Dur (int.)   | Timea Bacsinszky               | Ľubomíra Kurhajcová                   | 3-6, 6-4, 6-3 | Parcours |
|                                                                      |            |              |              |                                |                                       |               |          |
| 2005 - Barrage (groupe mondial II) - Thaïlande - Slovaquie - 4 : 1   |            |              |              |                                |                                       |               |          |
| 5                                                                    | 09/07/2005 | Pathum Thani | Dur (ext.)   | Ľubomíra Kurhajcová            | Tamarine Tanasugarn                   | 2-6, 6-4, 6-0 | Parcours |
| 5                                                                    | 09/07/2005 | Pathum Thani | Dur (ext.)   | S. Viratprasert                | Ľubomíra Kurhajcová                   | 6-4, 6-2      | Parcours |

## Classements WTA en fin de saison

### En simple
| Année | 1999 | 2000 | 2001 | 2002 | 2003 | 2004 | 2005 | 2006 | 2007 | 2008 |
| Rang  | 981  | 303  | 214  | 109  | 86   | 89   | 245  | 366  | 548  | 778  |

Source : (en) « Classements de Ľubomíra Kurhajcová », sur le site officiel du WTA Tour

### En double
| Année | 1999 | 2000 | 2001 | 2002 | 2003 | 2004 | 2005 | 2006 | 2007 |
| Rang  | 333  | 333  | 331  | 191  | 131  | 103  | 170  | 356  | 1010 |

Source : (en) « Classements de Ľubomíra Kurhajcová », sur le site officiel du WTA Tour